# Pistolet maszynowy PMM
Pistolet Maszynowy Modułowy (PMM) – polski prototyp pistoletu maszynowego klasy PDW, rozwijany w latach 2003 – 2005.

## Historia
PMM został skonstruowany przez kapitana Andrzeja Wróblewskiego z WITU w Zielonce. Prototyp wykonano w Fabryce Broni w Radomiu. Prace rozpoczęły się ok. 2003 roku W celu przyspieszenia prac prototyp strzelał amunicją 9 × 19 mm Parabellum, jednak docelowo miały powstać także wersje kalibru .40 S&W, 5,7 × 28 mm i 4,6 × 30 mm.
Pierwsza prezentacja broni miała miejsce na warszawskich targach Expoltech wiosną 2005 roku. Prezentowany prototyp miał rękojeść przeładowania po prawej stronie komory zamkowej i składaną, wysuwaną kolbę.
We wrześniu 2005 roku w czasie XIII MSPO w Kielcach zaprezentowano nową wersję PMM z komorą zamkową frezowaną z tworzywa sztucznego i plastikową kolbą składaną na prawy bok komory zamkowej (dzięki odpowiedniemu kształtowi kolby możliwe było strzelanie z kolba złożoną). Zmiana konstrukcji kolby spowodowała przeniesienie rękojeści przeładowania na lewy bok komory zamkowej. Prezentowane w czasie MSPO prototypy nie posiadały mechanicznych przyrządów celowniczych, a zamiast nich zastosowano szynę Picatinny ciągnącą się przez całą długość komory zamkowej. Prezentowane egzemplarze PMM miały zamocowane na niej celowniki kolimatorowe Zeiss Z-Point (egzemplarz prezentowany na stoisku WITU) i Eotech (egzemplarz prezentowany na stoisku Fabryki Broni „Łucznik”).

## Konstrukcja
Pistolet maszynowy PMM działa na zasadzie odrzutu zamka półswobodnego. Opóźnienie otwarcia zamka zapewnia hydrauliczny lub pneumatyczny opóźniacz (testowane były oba rozwiązania).